# 카를로 베르곤치

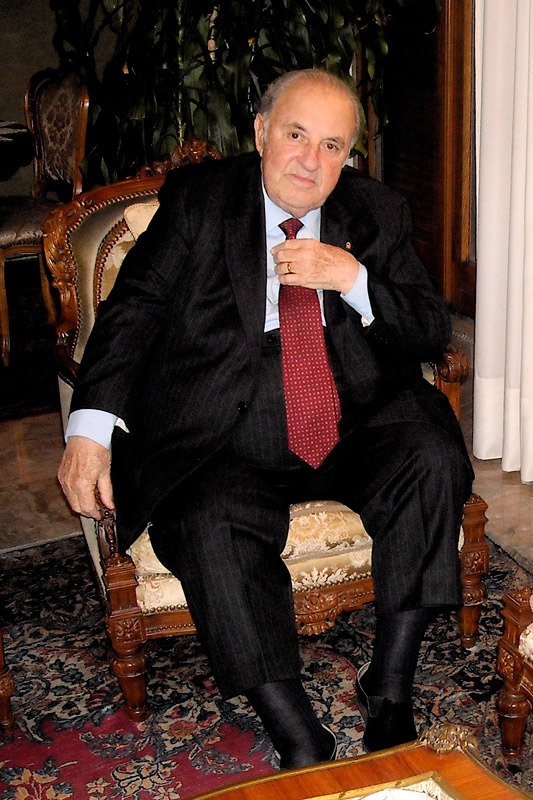

카를로 베르곤치(이탈리아어: Carlo Bergonzi, 1924년 7월 13일 ~ 2014년 7월 25일)는 이탈리아의 테너 가수이다.

## 생애
파르마 근처에서 태어나 바리톤으로서 성악 공부를 시작했다. 1948년 《세빌리아의 이발사》 중 피가로 역으로 데뷔해 《라 트라비아타》의 조르주, 《라 보엠》의 마르첼로, 《나비부인》의 샤플레스 등을 맡았으나 이후 테너로 전향해 1951년 바리에서 조르다노의 오페라 《안드레아 세니에》의 타이틀 롤을 맡아 성공적인 테너 데뷔를 마쳤다. 1953년에 밀라노의 라 스칼라와 런던에서 데뷔했으며 1955년 시카고를 거쳐 1956년 메트로폴리탄 오페라에서도 데뷔를 마쳤다.
프랑코 코렐리와 함께 당대 최고의 이탈리아 테너로 손꼽혔으며 품위 있고 지적인 노래로 높은 평가를 받았다.
2000년 뉴욕 카네기 홀에서 75세의 나이로 베르디의 《오텔로》에 출연했으나 마지막까지 끝내지 못하고 중단했다. 현재까지 제자들의 육성 및 각종 콩쿨의 심사위원으로 활약하며 활발한 활동을 벌이고 있다.

## 참고 문헌
- 조홍근, 《세계명곡해설대전집》 4권, 진현서관, 1978, p.371